# Еротокритос
Еротокритос (грч. Ἐρωτόκριτος) је витешки роман који је написао Викентиос (Вицентос, Винсент, "Винћенцо") Корнарос на Криту почетком 17. века. Састоји се од 10.012 римованих стихова од петнаест слогова, од којих се последњих дванаест односи на самог песника. Написан је критским дијалектом грчког језика. Његова централна тема је љубав између Еротокритоса (који се у делу помиње само као Ротокритос или Рокритос) и Аретузе. Око ове теме врте се и друге теме као што су част, пријатељство и храброст. Еротокритос и Ерофил Георгија Хортациса представљају класичне примере грчке ренесансне књижевности и сматрају се најважнијим делима критске књижевности. Дело је остало популарно до данас, углавном због музике која га прати када се јавно рецитује. Посебна врста риме која се користила у традиционалним мантинадама коришћена је и у Еротокритосу.

## Ликови
Песник приповеда о искушењима и невољама које је претрпело двоје младих љубавника, Еротокритос и Аретуза, ћерка Херакла, краља Атине.

## Радња
Радња се одвија у старој Атини, али приказани свет је сложена конструкција која не одговара ниједном одређеном историјском периоду. Поред референци на класичну Грчку постоје анахронизми и многи елементи специфични за Западну Европу, као што је надметање витезова. Дело је подељено у следећих пет делова:
1. После неколико година брака, атинском краљу (Херакле) и његовој жени се рађа ћерка (Аретуза). Син верног саветника краља (Еротокритос) заљубљује се у принцезу. Пошто не може да открије своју љубав, увече пева под њеним прозором. Девојка се постепено заљубљује у непознатог певача. Херакле, када сазна за певача, организује заседу да га ухапси, али Еротокритос са својим вољеним пријатељем убија краљеве војнике. Еротокритос, схватајући да његова љубав не може имати срећан крај, путује у Халкиду да заборави. Током његовог одсуства, његов отац се разболи и када га Аретуза посети, она у Еротокритовој соби налази своју слику и стихове које је певао. Када се он врати, открива одсуство свог цртежа и песама и сазнаје да је једина особа која их је посетила била Аретуза. Схвативши да је његов идентитет откривен и да је можда у опасности, остаје код куће претварајући се да је болестан. Аретуза му шаље корпу јабука да му пожели добро и покаже да дели његова осећања.
2. Краљ организује витешко надметање за забаву своје ћерке. Учествују многи племићи из целог познатог света, а Еротокритос је победник.
3. Пар почиње да се тајно састаје испод Аретузиног прозора. Девојка моли Еротокритоса да замоли њеног оца да им дозволи да се венчају. Наравно, краљ се наљути на смелост младића и протера га. Истовремено, од византијског краља стиже брачна понуда за Аретузу. Девојка се одмах тајно вери за Еротокритоса пре него што он напусти град.
4. Аретуза одбија да размотри било какве предлоге за брак и краљ је затвори заједно са њеном верном дадиљом. После три године, када Власи опседају Атину, Еротокритос, чији је прави идентитет прикривен магијом, поново се појављује. У бици он спасава живот краља и при томе бива рањен.
5. Да би се захвалио рањеном странцу, краљ му нуди своју ћерку за супругу. Аретуза одбија да прихвати овај брак и у разговору са прерушеним Еротокритосом упорна је у свом одбијању. Еротокритос је подвргава тестовима како би потврдио њену веру и коначно се открива након што је разбио чаролију која је скривала његов идентитет. Краљ прихвата брак и мири се са Еротокритосом и његовим оцем, а Еротокритос се пење на атински престо.

## Кључне карактеристике
Еротокритос прати све карактеристике витешког романа. Корнарос представља неке посебности у погледу структуре, са карактеристикама које потичу од других књижевних врста. Поред епских елемената, интензивно је и присуство драмских обележја: подела на пет делова одражава пентамеричку поделу класичне драме, док позоришни карактер даје учестало присуство дијалога. У рукопису дела није приказана пентамеричка подела, која се појављује само у штампаним публикацијама, али је научници сматрају органском и повезаном са песниковом концепцијом дела.
Епско-херојски и еротски елемент који се већ у првим стиховима назива тематским језгром коегзистирају у делу подељеном симетрично, са еротским, супериорнијем у првом, трећем и петом, док је херојско у другом и четвртом, док су међусобно повезани, при чему једно допуњава друго: Еротокритосова љубав према Аретузи мотивисана је његовим учешћем у олуји, док је човечност и понуда краљу чињеница која омогућава успех односа.
Нагласак на храни и еротским сликама такође се јасно види у раду. Важност питања социјалне дискриминације такође игра веома важну улогу, а значај питања социјалне дискриминације је такође пресудан: љубав двоје јунака је у супротности са утврђеним друштвеним конвенцијама и доводи их у сукоб са окружењем, али на крају пројекта преовладавају „личне врлине”.
Корнаросова значајна иновација је појава психолошког стања јунака и убедљиво оправдање мотивације њиховог понашања.

## Употреба језика
Језик Еротокритоса је критски дијалект, углавном у оквиру идиома Ситија. Користе се типичне дијалектичке формуле као што су чланови τση (της) и τσι (τις), упитна заменица (е) на месту речи шта.
Језик Еротокритоса је заснован на говорном критском дијалекту (углавном у идиому Ситија), али се разликује од њега, у поређењу са комедијама или разним документима, јер има мало речи изведених из италијанског, док напротив често има више лексичких особина.
О стиховима се такође води рачуна и нема несавршености у рими. И лирика се, као и језик, по неким особинама разликује од народне песме.

## Филолошка питања
Постоје бројне адаптације и прераде ове драме тако да постоје спекулације да би друге драме могле бити раније верзије Еротокритоса, као што је раније дело познато као Тизија. Постоје три књижевна питања која окружују Еротокритос. Најважније, од кога зависе остала, јесте питање песниковог идентитета, пошто је име Вицентос Корнарос било распрострањено на Криту. Друга два важна проблема су питање датирања дела и питање спекулисаног италијанског модела на коме се песник заснивао. За самог песника већина научника прихвата да га идентификује са Викиџом Корнаросом од Јакова, братом венецијанског аутора Андреаса Корнароса. Вићентос је, према архивским изворима, рођен 1553. године, а умро је 1613. или 1614. године. На основу овог доказа закључује се да је Еротокритос написан између 1590. и 1610. По италијанском моделу на коме се Корнарос заснивао, различите адаптације француског дела издвајају се из проучавања два, једно из 1543. и једно од дијаметара Анђела Албанија, под насловом Innamoramento de due fidelissimi amanti Paris en Vienna, из 1626. Испитивање свих италијанских адаптација у вези са Еротокритосом  довело је до закључка да је ранија верзија била она коју је користио Корнарос, што је прихватило неколико филолога. Овај став се слаже са песниковом предложеном идентификацијом.

## Рукописно и штампано издање
Дело је било веома популарно и циркулисало је у облику рукописа током 17. века. Године 1713. штампао га је у Венецији неки Крићанин који је сакупио неколико рукописа дела и ослонио се на њих да пружи довољно валидну и поуздану верзију. Нема сачуваних рукописа дела осим недовршеног из 1710. Украшен је елегантним минијатурама, али је мање валидан од венецијанске верзије у свом излагању текста, јер местимично мења карактер народног језика. Вероватно је процес копирања стао након објављивања штампане верзије 1713. године. Уследило је неколико поновних штампања оригиналног издања, а прво модерно издање појавило се 1915. године од стране Стефаноса Ксантудиса.

## Наслеђе
Еротокритос даје велику важност истинској љубави, пријатељству, храбрости и патриотизму, и то је разлог његове касније популарности широм Грчке. Био је извор инспирације за Дионисија Соломоса и утицао је на различите грчке песнике као што су Костис Паламас, Костас Кристалис и Јоргос Сеферис. Комплетан превод на енглески је направио Теодор Стефанидес у стиховима, а Бетс, Гаунтлет и Спилијас у прози. Неколико група реномираних критских музичара додало је одабране делове песме музици, често истражујући границе своје локалне музичке традиције.